# Sheffield Shield 2014/15
Der Sheffield Shield 2014/15 war die 122. Saison des nationalen First-Class-Cricket-Wettbewerbes in Australien. Gewinner war Victoria, die somit ihre 28. Sheffield Shield gewannen.

## Format
Die Mannschaften spielten in einer Division gegen jede andere jeweils zwei Spiele. Für einen Sieg erhielt ein Team zunächst 6 Punkte, für ein Unentschieden (beide Mannschaften erzielen die gleiche Anzahl an Runs) 3 Punkte. Sollte kein Ergebnis erreicht werden und das Spiel in einem Remis enden bekommen beide Mannschaften 1 Punkt. Zusätzlich besteht die Möglichkeit in den ersten 100 Over des ersten Innings Bonuspunkte zu sammeln. Dabei werden pro Run die mehr als 200 Runs erzielt werden 0.01 Batting Bonus Punkte verteilt, jeweils 0.5 Bowling Bonus Punkte gibt es für das Erreichen des 5, 7, 9 Wickets. Des Weiteren ist es möglich das Mannschaften Punkte abgezogen bekommen, wenn sie beispielsweise zu langsam spielen oder der Platz nicht ordnungsgemäß hergerichtet ist. Am Ende der Saison ist der Sieger der Division der Gewinner des Sheffield Shields.

## Resultate

### Tabelle
Die Tabelle der Saison nahm Ende die nachfolgende Gestalt an. Alle Punktabzüge waren Korrekturen von Bonus-Punkten die bis zum Abbruch laufender Spiele beim Tode Phillip Hughes im Spiel New South Wales gegen South Australia erreicht wurden.
| Teams             | Sp. | S | N | U | R | Bat  | Bwl  | Ded  | Punkte |
| ----------------- | --- | - | - | - | - | ---- | ---- | ---- | ------ |
| Victoria          | 10  | 6 | 3 | 0 | 1 | 9.43 | 11.5 | 0.5  | 57.43  |
| Western Australia | 10  | 5 | 1 | 0 | 4 | 7.71 | 9    | 0.87 | 49.84  |
| New South Wales   | 10  | 5 | 3 | 0 | 2 | 6.76 | 8.5  | 0    | 47.26  |
| Queensland        | 10  | 4 | 5 | 0 | 1 | 7.99 | 8    | 1.5  | 39.49  |
| Tasmanien         | 10  | 2 | 6 | 0 | 2 | 4.28 | 9.5  | 0.17 | 27.61  |
| South Australia   | 10  | 2 | 6 | 0 | 2 | 7.91 | 3.5  | 0    | 25.41  |

### Spiele

#### Runde 1
| 31. Oktober – 3. November Scorecard | Melbourne | New South Wales 366 (120.5) & 271 (104) | – | Victoria 507-5d (122) & 131-1 (21.2) |
|                                     |           | Victoria gewinnt mit 9 Wickets          |   |                                      |

| 31. Oktober – 3. November Scorecard | Adelaide | Queensland 443-8d (124.2) & 152 (61.4) | – | South Australia 368-4d (111.3) & 228-2 (50.2) |
|                                     |          | South Australia gewinnt mit 8 Wickets  |   |                                               |

| 31. Oktober – 3. November Scorecard | Perth | Tasmanien 215 (86.2) & 242 (79.5)       | – | Western Australia 353 (105.1) & 105-3 (27.5) |
|                                     |       | Western Australia gewinnt mit 7 Wickets |   |                                              |

#### Runde 2
| 8. – 11. November Scorecard | Hobart | Victoria 279 (91.1) & 173 (60.5) | – | Tasmanien 253 (65.5) & 200-2 (55.1) |
|                             |        | Tasmanien gewinnt mit 8 Wickets  |   |                                     |

| 8. – 11. November Scorecard | Adelaide | New South Wales 230 (102.2) & 392-5d (104) | – | South Australia 293 (88.2) & 161 (78.3) |
|                             |          | New South Wales gewinnt mit 168 Runs       |   |                                         |

| 8. – 11. November Scorecard | Perth | Queensland 163 (64.4) & 210 (78)        | – | Western Australia 357 (132) & 18-2 (9.4) |
|                             |       | Western Australia gewinnt mit 8 Wickets |   |                                          |

#### Runde 3
| 16. – 19. November Scorecard | Hobart | Western Australia 301 (124.2) & 270-6d (92) | – | Tasmanien 247 (84.4) & 215-8 (71) |
|                              |        | Remis                                       |   |                                   |

| 16. – 19. November Scorecard | Brisbane | Queensland 472-9d (123.4) & 200-8d (40.4) | – | New South Wales 302 (89.5) & 182 (59.4) |
|                              |          | Queensland gewinnt mit 188 Runs           |   |                                         |

| 16. – 19. November Scorecard | Adelaide | South Australia 431-8d (118.5) & 130 (40.3)    | – | Victoria 607-7d (182) |
|                              |          | Victoria gewinnt mit einem Innings und 46 Runs |   |                       |

#### Runde 4
Das Spiel zwischen South Australia und New South Wales wurde am ersten Spieltag abgebrochen, als Phillip Hughes von einem Bouncer am Kopf getroffen und nach einer erfolgreichen Wiederbelebung ins Krankenhaus gebracht wurde, wo man ihn in ein künstliches Koma versetzte. Am nächsten Tag wurden auch die beiden anderen Spiele abgebrochen.
| 25. – 28. November Scorecard | Sydney | South Australia 136-2d | – | New South Wales |
|                              |        | Spiel abgebrochen      |   |                 |

| 25. – 28. November Scorecard | Melbourne | Western Australia 287-5 (96) | – | Victoria |
|                              |           | Spiel abgebrochen            |   |          |

| 25. – 28. November Scorecard | Brisbane | Tasmanien 217 (78.1) | – | Queensland 73-1 (15) |
|                              |          | Spiel abgebrochen    |   |                      |

#### Runde 5
| 9. – 12. Dezember Scorecard | Sydney | Queensland 268 (83.5) & 99 (43.2)                     | – | New South Wales 447 (153.2) |
|                             |        | New South Wales gewinnt mit einem Innings und 78 Runs |   |                             |

| 9. – 12. Dezember Scorecard | Hobart | Tasmanien 362 (113) & 298-8d (71) | – | South Australia 302 (92.2) & 45 (38.3) |
|                             |        | Tasmanien gewinnt mit 313 Runs    |   |                                        |

| 9. – 12. Dezember Scorecard | Perth | Victoria 350 (112.5) & 341-3d (58.4) | – | Western Australia 287 (88.5) & 287 (83) |
|                             |       | Victoria gewinnt mit 117 Runs        |   |                                         |

#### Runde 6
| 7. – 10. Februar Scorecard | Hobart | Tasmanien 272 (83.3) & 213 (87.4)                     | – | New South Wales 576-9d (157) |
|                            |        | New South Wales gewinnt mit einem Innings und 91 Runs |   |                              |

| 7. – 10. Februar Scorecard | Brisbane | Victoria 260 (68) & 239 (89.1)                   | – | Queensland 512 (120.4) |
|                            |          | Queensland gewinnt mit einem Innings und 13 Runs |   |                        |

| 7. – 10. Februar Scorecard | Perth | South Australia 328 (85) & 260 (86.4)   | – | Western Australia 467-9d (137.2) & 122-2 (27) |
|                            |       | Western Australia gewinnt mit 8 Wickets |   |                                               |

#### Runde 7
| 15. – 18. Februar Scorecard | Wagga Wagga | New South Wales 206 (86.2) & 233 (47.3) | – | Victoria 114 (50.1) & 169 (67.3) |
|                             |             | New South Wales gewinnt mit 156 Runs    |   |                                  |

| 16. – 19. Februar Scorecard | Hobart | Tasmanien 149 (46.3) & 121 (36.1)                | – | Queensland 320 (81.2) |
|                             |        | Queensland gewinnt mit einem Innings und 50 Runs |   |                       |

| 16. – 19. Februar Scorecard | Adelaide | South Australia 469 (131) & 238 (78.3) | – | Western Australia 633 (159.3) & 72-4 (8) |
|                             |          | Remis                                  |   |                                          |

#### Runde 8
| 24. – 27. Februar Scorecard | Adelaide | Tasmanien 364 (122.3) & 219-5d (64)   | – | South Australia 295 (102.3) & 291-5 (79) |
|                             |          | South Australia gewinnt mit 5 Wickets |   |                                          |

| 25. – 28. Februar Scorecard | Alice Springs | Queensland 207 (98) & 168 (58.4)               | – | Victoria 389 (118) |
|                             |               | Victoria gewinnt mit einem Innings und 14 Runs |   |                    |

| 25. – 28. Februar Scorecard | Newcastle | New South Wales 345 (116) & 97 (54)     | – | Western Australia 300 (131.1) & 143-3 (52) |
|                             |           | Western Australia gewinnt mit 7 Wickets |   |                                            |

#### Runde 9
| 5. – 8. März Scorecard | Sydney | Tasmanien 237 (91.5) & 183 (62)        | – | New South Wales 394 (143) & 27 (11) |
|                        |        | New South Wales gewinnt mit 10 Wickets |   |                                     |

| 5. – 8. März Scorecard | Brisbane | Western Australia 417-7d (146.5) & 173 (50.5) | – | Queensland 279-7d (94) & 216 (69.3) |
|                        |          | Western Australia gewinnt mit 95 Runs         |   |                                     |

| 5. – 8. März Scorecard | Adelaide | Victoria 534-6d (143)                        | – | South Australia 175 (57) & 358 (125.2) (f/o) |
|                        |          | Victoria gewinnt mit einem Innings und 1 Run |   |                                              |

#### Runde 10
| 13. – 16. März Scorecard | Brisbane | South Australia 230 (65.1) & 458 (109.1) | – | Queensland 390 (132) & 301-5 (63.4) |
|                          |          | Queensland gewinnt mit 5 Wickets         |   |                                     |

| 13. – 16. März Scorecard | Alice Springs | Victoria 449 (128.3) & 230-2d (49) | – | Tasmanien 145 (44.1) & 134 (53.5) |
|                          |               | Victoria gewinnt mit 400 Runs      |   |                                   |

| 13. – 16. März Scorecard | Perth | New South Wales 407 (113.4) | – | Western Australia 483-4d (206.1) |
|                          |       | Remis                       |   |                                  |

### Finale
| 21. – 25. März | Hobart | Western Australia 421 (134) & 293-2d (55) | – | Victoria 381 (153.5) & 158-4 (95) |
|                |        | Remis                                     |   |                                   |

Auf Grund des Remis wurde Victoria zum Gewinner des Sheffield Shields erklärt.

## Statistiken

### Runs
Die meisten Runs der Saison wurden von den folgenden Spielern erzielt:
| Spieler         | Mannschaft        | Spiele | Innings | Runs  | Average | HS  | 100s | 50s |
| --------------- | ----------------- | ------ | ------- | ----- | ------- | --- | ---- | --- |
| Adam Voges      | Western Australia | 11     | 20      | 1.358 | 104,46  | 249 | 6    | 5   |
| Michael Klinger | Western Australia | 11     | 20      | 1.046 | 58,11   | 190 | 4    | 3   |
| Cam Bancroft    | Western Australia | 11     | 19      | 896   | 47,15   | 211 | 3    | 3   |
| Callum Ferguson | South Australia   | 10     | 19      | 836   | 52,25   | 140 | 4    | 3   |
| Ed Cowan        | Tasmania          | 9      | 17      | 815   | 47,94   | 158 | 5    | 2   |

### Wickets
Die meisten Wickets der Saison wurden von den folgenden Spielern erzielt:
| Spieler           | Mannschaft        | Balls | Wickets | Average | BBI  | 5W |
| ----------------- | ----------------- | ----- | ------- | ------- | ---- | -- |
| Fawad Ahmed       | Victoria          | 2.154 | 48      | 24,85   | 8/89 | 3  |
| Andrew Fekete     | Tasmania          | 1.781 | 37      | 24,10   | 5/66 | 2  |
| Nathan Rimmington | Western Australia | 1.802 | 35      | 24,22   | 5/27 | 2  |
| Ashton Agar       | Western Australia | 1,909 | 31      | 30,48   | 5/81 | 2  |
| James Hopes       | Queensland        | 1.816 | 30      | 21,93   | 5/60 | 1  |